# Al-Hákim fátimida kalifa
Abu Ali al-Manszúr al-Hákim (985. augusztus 13. – 1021. február 13.), ismertebb uralkodói nevén al-Hákim bi-Amr Allah (arabul: الحاكم بأمر الله ’Az uralkodó Isten parancsa szerint’) a hatodik fátimida kalifa és a 16. iszmáilita imám (996–1021). Számos síita iszmáilita szekta fontos alakja, mint például a 15 milliós nizari, az 1–2. milliós musztaali és a 2 milliós levantei drúz közösségek. 
Al-Hákim szerepe ellentmondásos, mivel életéről és örökségéről sokféle nézet kering.  Paul Walker történész ezt írja: „Végső soron két kép él róla, egyrészt az őrült és despotikus zsarnoké (mint a germán és római despoták), aki irracionális módon, szeszélyből megöli a körülötte lévőket, másrészt az ideális legfelsőbb uralkodóé, aki Istentől rendelt és kiválasztott, akinek minden cselekedete igazságos volt. Az elsőt ellenségei és az ellene lázadók gondolták róla, a második pedig hű követői szívében él, akiket, bár talán megzavartak az események, mindazonáltal mindvégig lelkesen hűségesek maradtak hozzá." Kritikusai „őrült kalifának”  vagy „az iszlám Nérójának ” nevezték. 
Az általa vezetett keresztényüldözés a keresztes hadjáratok egyik fontos előzménye, hiszen betiltotta a szentföldi zarándoklatot és 1009-ben lerombolta a jeruzsálemi Szent Sír-templomot. Meg kell azonban jegyeznünk, hogy a Szent Sír-templom a keresztes hadjáratok idejére már rég újjáépítették a bizánciak, így al-Hákim föllépése közvetlen oknak nem nevezhető.

## Élete
A 985-ben született Abu Ali al-Manszúr volt az első fátimida uralkodó, aki Egyiptomban született. Abu Ali al-Manszúrt i.sz. 993-ban kiáltották ki örökösnek (vali al-ahd), és apját , Abu Manszúr Nizár al-Azíz bil-Láht (975–996) követte tizenegy évesen, 996 október 14-én al-Hákim Bi-Amr Allah kalifa címmel.

### Származása
Al-Hákim rabi al-avval 3-án született  985-ben (Muszlim naptár szerint 375). Apjának, al-Azíz bil-Láh kalifának két hitvese volt. Az egyik egy mellékfeleség  volt, akit csak a Sajidah al-Azízijah vagy al-Azízah néven ismernek (megh. 385/995).  Melkita keresztény volt, akinek két testvérét a melkita egyház pátriárkájának nevezte ki  al-Azíz kalifa. Különböző források szerint az egyik testvérét vagy az apját al-Azíz küldte nagykövetnek Szicíliába. 
Al-Azízah-t Sitt al-Mulk anyjának tartják, az iszlám történelem egyik leghíresebb nőalakjának, aki viharos kapcsolatban állt féltestvérével, al-Hákimmal, és egyes feltételezések szerint meggyilkolta.  Néhányan, például a keresztes lovagok krónikása, Tíruszi Vilmos azt állították, hogy al-Azízah al-Hákim kalifa anyja is volt, bár a legtöbb történész ezt elutasítja.  Tiruszi Vilmos szerint  al-Hákim tette, a Szent Sír-templom 1009-es lerombolása  annak köszönhető, hogy ezzel akarta megcáfolni azt a szóbeszédet, hogy ő keresztény nőtől született keresztény  volna. Ezzel szemben al-Muszabihi krónikás elmeséli, hogy 981-ben al-Hákim muszlim édesanyja egy ibn al-Vasa nevű bebörtönzött iszlám bölcs segítségét kérte, hogy imádkozzon a megbetegedett fiáért. A bölcs beleírta az egész Koránt egy tál belső felületébe, és megparancsolta neki, hogy mossa meg benne a fiát. Amikor al-Hákim felépült, az édesanya hálából követelte a bölcs szabadon bocsátását. Kérését teljesítették, és a bölcs és társai kiszabadultak a börtönből.
A drúz források azt állítják, hogy al-Hákim anyja al-Azíz unokahúgának a lánya volt. A kérdéssel foglalkozó történészek, mint például Delia Cortese, vitatják ezt az állítást:

„Valószínűbb, hogy ez a nő valójában al-Hákim felesége volt, nem pedig az anyja. Úgy tűnik, a drúzok szemében al-Hákim egy endogám unióból származott, és ez a nézet azt a doktrinális célt szolgálja, hogy megerősítsék a „szent családdal” való kapcsolatot, ezáltal erősítve az al-Hákimnak tulajdonított politikai és doktrinális státuszt.”

### Hatalomra jutás
996-ban al-Hákim apja, al-Azíz kalifa Szíriába utazott (amelyet a Fátimidák csak fegyveres erővel tartottak kézben, és bizánci nyomás alatt állt). A kalifa a bilbeiszi út elején megbetegedett, és több napig betegágyban feküdt. Bélfájdalmakban szenvedett. Amikor úgy érezte, hogy a végéhez közeledik, megbízta Kádi Muhammad ibn an-Numánt és Abu Muhammad al-Haszán ibn Ammár tábornokot, hogy vigyázzanak al-Hákimra, aki akkor még csak tizenegy éves volt. Ezután beszélt a fiával. Al-Hákim később visszaemlékezett az eseményre:

„Nem találtam mást a testén, csak rongyokat és kötszereket. Megcsókoltam, ő pedig a keblére szorított, és felkiáltott: "Hogy bánkódok érted, szívem szerelme!", és könnyek folytak ki a szeméből. Így szólt: "Menj, fiam, és játssz, mert jól vagyok." Engedelmeskedtem, és elkezdtem szórakozni olyan játékokkal, amilyenek a fiúknál szokásosak, és nem sokkal ezután Isten magához vette. Bardzsavan [a kincstárnok] ekkor hozzám sietett, és meglátott egy platánfa tetején. Felkiáltott: „Gyere le, fiam! Isten oltalmazzon téged és mindnyájunkat." Amikor leereszkedtem, a fejemre tette az ékszerekkel díszített turbánt, megcsókolta előttem a földet, és így szólt: "Üdvözöljük a hívek vezérét Isten irgalmával és áldásával". Ezután kivezetett ebben az öltözékben, és megmutatott az összes embernek, akik megcsókolták előttem a földet, és a kalifa címmel tisztelegtek.”

Másnap ő és új udvara Bilbeiszből Kairóba indult, az apja holttestét hordozó teve mögött. Nem sokkal az esti ima előtt érkeztek meg, és az apját másnap este eltemették elődje, al-Muízz sírja mellé. Al-Hákimot feleskette Bardzsavan, egy "fehér eunuch", akit al-Azíz az oktatójának nevezett ki.
Mivel nem volt egyértelmű, hogy örökli-e apja pozícióját, ez a sikeres hatalomátadás a Fátimida-dinasztia stabilitásának bizonyítéka volt. Al-Hákim apja Bardzsavan eunuchot szánta régensnek, amíg al-Hákim elég idős lesz ahhoz, hogy egyedül uralkodjon. Ibn Ammárnak és Kádi Muhammad ibn Numánnak kellett segítenie az új kalifa gyámságában. 
Ennek ellenére a kutama törzshöz tartozó berberek megragadták az esélyt, hogy visszaszerezzék vezető pozíciójukat az államban, amely al-Azíz idején erodálódott az iszlám keletről érkező török és dajlamita zsoldosok (a Masárika, "keletiek") miatt. Arra kényszerítették a kiskorú al-Hákimot, hogy bocsássa el Ísza ibn Nesztoriusz keresztény vezírt (akit nem sokkal később kivégeztek), és vezetőjüket, ibn Ammárt nevezzék ki a kormány élére vászita ("közvetítő") címmel, nem pedig teljes vezírként.    Abban az időben a sáfár "államtitkári" hivatala is ebben a hivatalban egyesült. Ibn Ammár ezután felvette az Amín ad-Daula címet, „aki megbízott a birodalomban”.  Ez volt az első alkalom, hogy a "birodalom" kifejezést összefüggésbe hozták a Fátimida állammal. Ibn Ammár uralma gyorsan berber zsarnokságba süllyedt: azonnal elkezdte berberekkel betölteni a kormányt, akik jóformán kifosztották az államkasszát. A berberek azon törekvése, hogy kizárják a hatalomból a többi érdekcsoportot – nemcsak a törököket és a hadsereg többi etnikai csoportját, hanem a polgári bürokráciát is, akiknek a fizetését csökkentették – nemcsak a Masárikát idegenítették el, hanem Bardzsavant is. Bardzsavan felvette a kapcsolatot Damaszkusz fátimida kormányzójával, a török Mandzsútakinnal, és behívta, hogy vonuljon Egyiptomba, és űzze el ibn Ammárt. Mandzsútakin elfogadta a meghívást, de Ascalonnál vereséget szenvedett ibn Ammár csapataitól, akiket Szulejmán ibn Dzsafar ibn Falah vezetett, és fogságba esett. Bardzsavan azonban hamarosan új szövetségesre talált, a Kutama törzs vezetője, Dzsajs ibn Szamszam, Tripoli kormányzója személyében, akit Ibn Falah elbocsátott, és a helyére a saját testvérét állította. Dzsajs és Bardzsavan más elégedetlen berber vezetőket gyűjtött össze, akikkel 997 októberében felkelést indítottak Kairóban. Ibn Ammár menekülni kényszerült és  Bardzsavan lépett a vászita helyébe.   
Uralma idején Bardzsavannak sikerült egyensúlyba hoznia a két frakciót, teljesítette a Masárika követeléseit, miközben gondoskodott a Kutamáról is. Ennek értelmében megkegyelmezett ibn Ammárnak, és visszaadta neki 500 aranydináros havi fizetését. Bardzsavan 1000. március 26-i meggyilkolása után azonban al-Hákim kalifa vette át a kormányzást, és elindította a fátimida elit megtisztítását, melynek során ibn Ammárt és sok más Kutama vezetőt kivégeztek.   Saját hatalmának biztosítása érdekében al-Hákim korlátozta a vászitáknak és a vezíreknek hatalmát és hivatali idejét, így több mint 15-en voltak kalifátusa hátralévő 20 évében.

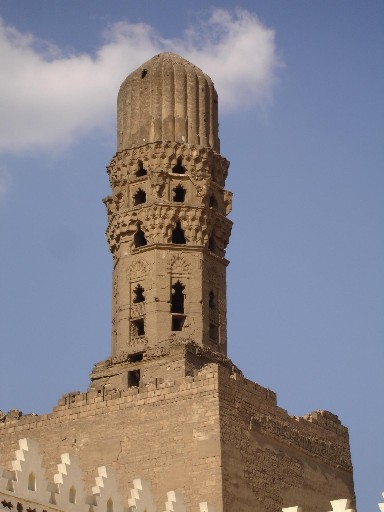
al-Hákim mecset

Al-Hákim legkeményebb és legkövetkezetesebb ellenfele a bagdadi Abbászida kalifátus volt, amely az iszmáilizmus befolyásának megállítására törekedett. Ez a versengés vezetett az 1011-es Bagdadi Kiáltványhoz, amelyben az Abbászidák azt állították, hogy az al-Hákim által képviselt vonal nem törvényesen származik Alitól.
Al-Hákim küzdött Bahrein (egy sziget a Perzsa-öbölben, valamint egy kelet-arábiai terület) karmatija uralkodóival is. Diplomáciai és missziós eszköze az iszmáilita dauvah misszió volt, amelynek szervezeti hatalmi központja Kairóban volt.

### Belső nyugtalanság és frakciók
Al-Hákim uralkodása alatt általános volt a nyugtalanság . A fátimida hadsereget két ellentétes csoport, a törökök és a berberek közötti rivalizálás jellemezte. A feszültség nőtt a kalifa és vezírei között, és uralkodásának vége felé kezdett kialakulni a drúz mozgalom, egy vallási szekta, amely al-Hákimot Isten megnyilvánulásaként istenítette. E szekta tagjai a beszámolók szerint imákat intéznek al-Hákimhoz, akit "az Ő egységében megnyilvánuló Istennek" tekintettek. 

### A Bagdadi kiáltvány
A fátimida uralom terjeszkedésétől megriadva, a bagdadi al-Kádir Abbászida kalifa megtorló intézkedéseket hozott, hogy megállítsa az iszmáilizmus terjedését birodalmában. 1011-ben számos szunnita és tizenkét síita tudóst gyűjtött össze udvarában, és megparancsolta nekik, hogy írásos dokumentumban nyilatkozzanak arról, hogy Hákimnak és elődeinek nincs valódi leszármazása Alitól és Fatimától. Ezt az úgynevezett Bagdadi Kiáltványt pénteken felolvasták a mecsetekben az Abbászida Birodalom tartományaiban, a fátimidákat zsidó származással vádolva. Ezenkívül al-Hákimot állítólagos keresztény anyja miatt azzal vádolták, hogy túlságosan engedékeny a nem muszlimokkal, így több kiváltságot adott nekik, mint amennyit iszlám uralom alatt kellett volna. Az ilyen vádak a Fátimidákat kritizáló költészetben nyilvánultak meg. Al-Kádir emellett megbízást adott több iszmáilita tan cáfolatára is. Ilyeneket írt a mutazilita  Ali bin Szaid al-Isztakri (1013). 

### Külügyek
Al-Hákim számos nehézséggel és felkeléssel szembesült viszonylag hosszú uralkodása alatt. Bár nem veszített el egyetlen fontos területet sem Észak-Afrikában, az ottani iszmáilita közösségeket szunnita harcosok támadták meg befolyásos málikita jogászaik vezetésével. A fatimidák és a bahreini karmaták közötti viszony szintén ellenséges maradt. Ugyanakkor al-Hákim szíriai politikája sikeres volt, mivel sikerült kiterjesztenie fátimida hegemóniáját Aleppó emírségére . 
Al-Hákim fenntartotta a diplomáciai kapcsolatokat a Fátimida Birodalom és számos különböző ország között. Ügyes diplomáciára volt szükség ahhoz, hogy baráti, de legalább semleges kapcsolatokat alakítson ki a Bizánci Birodalommal, amelynek expanzív céljai voltak a 11. század elején. 
Al-Hákim földrajzilag legtávolabbi diplomáciai küldetése a Szung-dinasztia korabeli Kínába vezetett.  A fátimida egyiptomi tengerészkapitány, aki Domijat néven ismert, egy buddhista zarándokhelyre utazott Santungba 1008-ban.  Ezzel a küldetéssel a Szung Csen-cung kínai császárnak ajándékokat adott át uralkodó kalifájától, al-Hákimtól.  Ezzel helyreállították a diplomáciai kapcsolatokat Egyiptom és Kína között, amelyek a Tang-dinasztia 907-es összeomlása során vesztek el 

### Eltűnése és az utódlás
Uralkodása utolsó éveiben al-Hákim növekvő hajlandóságot mutatott az aszkézis felé, és rendszeresen visszavonult meditálni. 35 évesen, 1021. február 12-ről 13-ra virradó éjszaka,  elindult egyik szokásos éjszakai meditációs útjára a Kairón kívüli Mokattam-hegyekbe, de nem tért vissza. A kutatás során csak a szamarát és a vérfoltos ruháit találták meg. Eltűnése rejtély maradt.  
Húga, Sitt al-Mulk szorgalmazta, hogy unokaöccsét,  al-Zahír li-Izaz Din Allahot apja utódjaként imám-kalifává nyilvánítsa. Az al-Hákim által kijelölt örököst eltávolították, al-Mulkot pedig 16 éves unokaöccse régensévé nevezték ki. Al-Zahír nagykorúvá válása után Sitt al-Mulk 1023-ban bekövetkezett haláláig betöltötte a kormányzaton belüli vezető pozíciót. A modern történészek felvetették, hogy Sitt al-Mulk felelős lehet bátyja eltűnésében, ő lehet a gyilkosa, de erre nem került elő történelmi bizonyíték. 

## Rossz híre a nyugati irodalomban
A nyugati irodalomban „őrült kalifaként” emlegették.     Ezt a címet nagyrészt az irányítása alá tartozó vallási kisebbségekkel kapcsolatos szeszélyes és elnyomó magatartásának köszönheti. Michael Bonner történész rámutat, hogy a kifejezést az al-Hákim és elődei, valamint utódai közötti drámai különbség miatt is használják, ugyanakkor rámutat arra is, hogy az általa vezetett vallásüldözés rendkívüli ritkaság az iszlámban ebben a korszakban. "Fővárosában, Kairóban ez a kiegyensúlyozatlan (és a legtöbbek szerint őrült) kalifa különösen a keresztények ellen dühöngött. . . . Összességében az ilyen epizódok kivételesek maradtak."  Michael Foss történész is megjegyzi ezt az ellentétet: „Több mint háromszázötven éven át, attól az időtől kezdve, amikor Omar kalifa szerződést kötött Sophronius pátriárkával, egészen 1009-ig, amikor az őrült al-Hákim támadásokat indított a keresztények és a zsidók ellen, a városok városa, Jeruzsálem és a Szentföld nyitott volt a Nyugat felé, barátságos fogadtatással, és az út nem volt veszélyesebb, mint egy Párizsból Rómába tartó utazás... Hamarosan [al-Hákim után] elmúlt a pánik. 1037-ben al-Musztanszir megegyezett IV. Mihály császárral." 
Amint egy neves folyóirat megjegyezte, al-Hákim jobban felkeltette a modern történészek érdeklődését, mint a Fátimida-dinasztia bármely más tagja, mert:

„Excentrikus jelleme, a magatartásában és politikájában tapasztalható következetlenségek és radikális hullámzások, magánéletének rendkívüli aszkézise, kormánya legmagasabb tisztségviselőivel való kapcsolatának bosszúálló kíméletlensége, párosulva a korrupció és a közéleti erkölcstelenség minden jele elfojtásának megszállottságával, a keresztények megsemmisítésének kísérlete és a Közel-Kelet összes keresztény szent helyének szisztematikus elpusztítására való felhívás, amely a Szent Sír Bazilika, a kereszténység legszentebb jeruzsálemi templomának lerombolásához vezetett, mind élesen szembeállítják uralkodását bármely elődjével és utódjával, sőt bármely muszlim uralkodóéval... Mindezt a szélsőséges iszmáilita csoport általi istenítés tetőzte be. Misszionáriusai a drúz vallás előfutárai és megalapítói lettek. A kérdés az, hogy magatartása racionálisan motiváltnak és a körülményektől függőnek tekinthető-e, vagy inkább egy őrült elme kifürkészhetetlen működésének.”

Ugyanakkor azt az állítást, hogy al-Hákim őrült volt, és a körülötte zajló események ebből kiinduló értelmezését egyes tudósok, például Willi Frischaue puszta propagandaként vitatják. Ő kijelenti: „Ellenségei „őrült kalifának” nevezték, de ő növelte Kairó hírnevét a civilizáció központjaként.”  Heinz Halm történész írása megpróbálja eloszlatni "az eltorzított és ellenséges beszámolókat, és kijelenti, hogy a Fatimida-ellenes hagyomány megpróbált igazi szörnyeteget csinálni ebből a kalifából",  míg P.J. Vatikiotis azt írja, "úgy tűnik, hogy [al-Hákim] üldöztetése  a keresztények és zsidók ellen és az 1004 és 1020 között e célból hozott törvények igazolható célú politikát jelentettek." 

## Al-Hákim és a síita iszmáilizmus
Al-Hákim élénk érdeklődést mutatott a kairói központú Fátimida iszmáilita dauvah (prédikáció) megszervezése és működtetése iránt. Uralkodása alatt szisztematikusan felerősítették azt a fátimida uralmi területen kívül is, különösen Irakban és Perzsiában. Irakban a prédikátorai (dáik) számos helyi emírre és befolyásos törzsfőnökre összpontosították erőfeszítéseiket, akiknek támogatásával az abbászidák kiirtását tűzték ki célul. Ennek az időszaknak a keleti tartományokban tevékenykedő fatimida dáijai közül a legkiválóbb Hamid al-Din Kirmani volt, az egész fátimida-korszak legkiválóbb iszmáilita teológusa-filozófusa. Kirmani és más dáik tevékenysége hamarosan konkrét eredményekhez vezetett Irakban: 1010-ben Moszul, Kufa és más városok uralkodója elismerte al-Hákim szuverenitását. Al-Hákim Jemenben is megparancsolta dáijának, Harun ibn Muhammadnak, hogy csak a Dáim al-Iszlám fényében hozzon döntéseket. 
1013-ban befejezte az apja által megkezdett al-Anvar-dzsámi építését, melynek közismert neve  "Al-Hákim mecsetje" lett. Az épület idővel tönkrement. Az 1970-es években a Dávúdi Bohrasz, egy iszmáilita síita szekta, Mohammed Burháneddin vezetésével új építési módszereket és anyagokat használva helyreállította, törekedve a lehető legtöbb építészeti és művészi jellemző megőrzésére.  Az építkezést azonban erős kritika érte néhány akadémikustól, műemlékvédőtől és művészettörténésztől, akik az erőfeszítést inkább "új épület" felépítésének, mint helyreállításnak tekintették. 

### A Tudás Háza
Az oktatás és tanulás területén al-Hákim egyik legfontosabb tette a Dar al-Ilm (a Tudás Háza) 1005-ös megalapítása volt Kairóban.  A hatalmas könyvtárral felszerelt Dar al-Ilmben sokféle tantárgyat tanítottak, a Korántól és a hadísztól a filozófiáig és csillagászatig . Uralkodása alatt a fátimida kalifa ingyenesen biztosított papírt, tintát, tollat és tintatartót mindazoknak, akik ott tanultak.  A nyilvánosság számára elérhetővé tették az oktatáshoz való hozzáférést, és sok fatimida dái képzésének legalább egy részét ebben a nagy oktatási intézményben kapta, amely az iszmáilita dauvah (misszió) szolgálatában állt egészen a Fátimida-dinasztia bukásáig.  A Dar al-Ilm több mint 100 éven keresztül a tanulás központjaként tűnt ki, ahol csillagászok, matematikusok, nyelvészek, logikusok, orvosok, filológusok, jogászok és mások végeztek kutatásokat, tartottak előadásokat és működtek együtt. Méltatói szerint az intézmény mindenki számára nyitott volt, és politikai nyomás vagy pártos befolyás nem korlátozta. 

### Bölcseleti gyűlések
Al-Hákim prioritássá tette az iszmáilita és fátimida dáik oktatását; az ő idejében Kairóban különféle tanfolyamokat, „bölcseleti gyűléseket” (majálisz al-hikma) hoztak létre, amelyeket a Fátimida-palotában tartottak.  Al-Hákim anyagi támogatást és adományokat nyújtott ezekhez az oktatási tevékenységekhez. A privát gyűléseket amelyeket ezoterikus iszmáilita doktrínáknak szenteltek, kizárólag a beavatottaknak tartották fenn, de úgy szervezték meg, hogy a résztvevők különböző kategóriái számára elérhetőek legyenek. Maga Al-Hákim is gyakran részt vett rajtuk. A nevet (majálisz al-hikma) a drúzok, nizariak és tajjábi iszmáiliták még mindig használják annak az épületnek a neveként, amelyben vallási összejövetelüket és istentiszteletüket tartják, gyakran majalisznak rövidítve.

### Drúzok
Al-Hákim a drúz vallási szekta központi alakja. A névadó alapító, ad-Darazi 1018-ban Isten megtestesülésének nyilvánította őt.   Hamza ibn Ali ibn Ahmadot a drúzok alapítójának és a drúz kéziratok elsődleges szerzőjének tekintik,  ő hirdette, hogy Isten emberré vált, és emberformát öltött, al-Hákim bi-Amr Allah személyében.    

## Vallásközi kapcsolatok
Nissim Dana vallástudós szerint al-Hákim kapcsolata más monoteista vallásokkal három külön szakaszra osztható. 

### Első időszak
996-tól 1006-ig, amikor a kalifa legtöbb végrehajtó hatalmi funkcióját tanácsadói látták el, a síita al-Hákim „úgy viselkedett, mint a síita kalifák, akik sikerrel jártak, ellenséges magatartást tanúsítva a szunnita muszlimokkal szemben, míg A Könyv népei – a zsidók és a keresztények – felé a relatív toleranciát képviselték, cserébe a dzsizja adóért, amit a nem muszlim családfőknek kellett fizetni. 
1005-ben al-Hákim elrendelte az első három kalifa ( Abu Bakr, Omár és Oszmán ) és Áisha, Mohamed felesége elleni átkok nyilvános közzétételét, amiért megtagadták a kalifátust Mohamed unokatestvérétől és vejétől, Alitól, aki síita meggyőződés szerint a próféta jogos utódja volt.
Nissim Dáná történész szerint al-Hákim elrendelte, hogy "átkokat jegyezzenek be a harcos I. Muávija, az Omajjád Kalifátus megalapítója ellen, valamint mások ellen Mohamed belső körében a Szahábában – Mohamed első társai ellen az iszlám útján. "  Ez összhangban volt a síita gyakorlattal, amint azt Hajdari ajatollah, a muszlim tudós kifejtette: "A siíták követői azt mondják: "Ó, Allah átkozd meg az egész Banu Umajját ".  A síiták azt állítják, hogy Ali iránti gyűlöletből Muávija elrendelte, hogy a Talbijah-t ne mondják ki (ahogy azt Ali hirdette), és megparancsolta az embereknek, hogy átkozzák őt ( Szaad ibn Abi-Vakkás megtagadta ezt). A síiták úgy tartják, hogy Muávija és az összes omajjád kalifa (talán II. Omár kivételével) „képmutató volt, akinek Ali gyűlölete a vallása... Nem csak utálják Alit, hanem Allahot is úgy imádják, hogy azáltal keresik vele a kapcsolatot, hogy utálják Alit".
Mindössze két év elteltével az átkok közzététele után al-Hákim véget vetett a gyakorlatnak.  Ebben a korszakban al-Hákim elrendelte, hogy hagyják abba a fadzsr imát követő „imádkozni jobb, mint aludni” (asz-szaláh khajr min an-navm) kifejezés használatát – ezt szunnita kiegészítésnek tekintette. Ehelyett elrendelte, hogy „a legjobb cselekedetekig” (hajji  ala hajr al-ámal) szóljon az imádság befejezése. Megtiltotta továbbá két ima – a Szalát at-Tarávih és a Szalát ad-Duha – használatát, ahogyan azt a szunnita bölcsek megfogalmazták. 

#### A vallási kisebbségek és a megkülönböztetés törvénye
1004-ben al-Hákim elrendelte, hogy a keresztények többé nem ünnepelhetik a vízkeresztet és a  húsvétot .  A bor ( nabidh ) és még más, nem szőlőből készült bódító italok ( fuka ) használatát is betiltotta a muszlimok és a nem muszlimok számára egyaránt.  Ez nehézségeket okozott mind a keresztényeknek (akik a bort használták szentmiséiken), mind a zsidóknak (akik használták azt vallási ünnepeiken).
1005-ben al-Hákim elrendelte, hogy a zsidók és a keresztények kövessék „a megkülönböztetés törvényét” (ghijár) – elrendelte számukra a mintak vagy zunnar „öv” (görögül ζωνάριον) és a „turbán” (imámah) viselését, mindkettőt fekete színben. Ezenkívül a zsidóknak fából készült borjú nyakláncot, a keresztényeknek pedig vaskeresztet kellett viselniük. A nyilvános fürdőben a zsidóknak a borjút csengőre kellett cserélniük. Ezenkívül a könyv népe nőinek két különböző színű cipőt kellett viselniük, egy pirosat és egy feketét. Ezek 1014-ig maradtak érvényben 
A korabeli síita gondolkodásmódot követve ebben az időszakban al-Hákim számos más korlátozó rendeletet ( szijillat ) is kiadott. Ezek közé tartozott a nyilvános fürdőkben fedetlen ágyékkal mutatkozás betiltása, a nők fedetlen arccal való nyilvános megjelenésének tilalma, valamint számos klub és szórakozóhely bezárása. 

### Második időszak
1007-től 1012-ig „kifejezetten toleráns volt a szunniták iránti hozzáállása, és kevésbé volt buzgó a síita iszlám iránt, míg a „Könyv népével” szemben ellenséges volt”.  1009. október 18-án al-Hákim elrendelte a Szent Sír és a hozzá kapcsolódó épületek lerombolását, láthatóan felháborodva a szerzetesek által a Szent tűz „csodálatos” leszállása során szerinte elkövetett csaláson, amelyet évente a templomban ünnepeltek a húsvéti virrasztás részeként. Jahia krónikás megjegyezte, hogy "csak azokat a dolgokat kímélték meg, amelyeket túl nehéz volt lerombolni". A körmeneteket betiltották, és néhány évvel később Palesztinában az összes kolostort és templomot elpusztították vagy elkobozták.  IX. Konstantin bizánci császár csak 1042-ben vállalkozott a Szent Sír újjáépítésére al-Hákim utódjának engedélyével.

### Harmadik időszak
Al-Hákim végül lehetővé tette az iszlám hitre nem hajlandó keresztények és zsidók számára, hogy gyakorolják hitüket, és újjáépítsék lerombolt imaházaikat.  Valóban, 1012-től 1021-ig al-Hákim

„toleránsabb lett a zsidókkal és keresztényekkel, és ellenséges a szunnitákkal szemben. Ironikus módon különösen ellenséges hozzáállást alakított ki a muszlim síitákkal szemben. Ebben az időszakban, 1017-ben kezdett a drúzok egyedülálló szektája önálló vallássá fejlődni, amely al-Hákim isteni kinyilatkoztatásán (Kasf) alapult.”

Bár világos, hogy Hamza ibn Ahmad volt a kalifa fő dáija, van, aki szerint al-Hákim hitt saját istenségében.      Más szakértők, különösen maguk a drúzok, nem értenek egyet a közvetlen istenség állításával, megjegyezve, hogy ennek támogatója ad-Darazi volt, akit egyes források szerint al-Hákim kivégzett, mint bálványimádót. Levelek mutatják, hogy ad-Darazi megpróbálta megszerezni az irányítást a muvahhidún mozgalom felett, megkísérelve a kalifa támogatását, aki ehelyett eretneknek találta őt.  

## Házastársak és gyerekek
Al-Hákim örökösének, Ali az-Záhirnak az anyja volt Amina Rukajja a mellékfeleség  a néhai Abdalláh herceg lánya. Vannak, akik azonosnak tekintik őt az al-Hamidi által közölt jóslatban szereplő nővel, ezek  szerint „390/1000-ben al-Hákim egy jó termetű árva lányt választ majd, akit apja al-Azíz nevelt, és utódjának anyja lesz." Míg a krónikás al-Makrizi azt állítja, hogy al-Hákim mostohatestvére, Sitt al-Mulk ellenséges volt Aminával szemben, más források szerint menedéket adott neki és gyermekének, amikor al-Hákim üldöztetése elől menekültek. Egyes források szerint al-Hákim feleségül vett egy fiatal női szolgálót (dzsariját), akit Sajjidah néven ismernek, de a történészek lehetségesnek tartják, hogy ez csak egy másik név volt Amina számára. 
A fián kívül al-Hákimnak volt egy lánya, Sitt Miszr (megh. 455/1063), akiről azt mondták, hogy nagylelkű adakozó volt, nemes és jó jellemű. 

## Az irodalomban
Al-Hákim életének története ihlette (feltehetően Antoine Isaac Silvestre de Sacy-n keresztül) a francia írót, Gérard de Nervalt (1808–1855), aki a maga változatát ("Histoire du Calife Hákem": Hákim kalifa története ) a Voyage to the Orient (1851) c. könyv mellékleteként mesélte el. Al-Hákim a főszereplője Bradley Steffens amerikai regényíró Al-Hákim foglya c. könyvének, amely Ibn al-Haytham tízéves börtönbüntetését meséli el al-Hákim uralma alatt.  Halálának kitalált változatát mutatja be Robert E. Howard posztumusz „Hawks over Egypt” című novellája.

## Fordítás
- Ez a szócikk részben vagy egészben  az   al-Hakim bi-Amr Allah című angol Wikipédia-szócikk ezen változatának fordításán alapul.  Az eredeti cikk szerkesztőit annak laptörténete sorolja fel. Ez a jelzés csupán a megfogalmazás eredetét és a szerzői jogokat jelzi, nem szolgál a cikkben szereplő információk forrásmegjelöléseként.